# حرقدة
الحَرْقَدَة أو القُرْدُحَةُ أو تُفَّاحةُ آدَم أو عقدة الحنجرة أو جوزة الحلق أو الشامخة الحنجرية هو اسم يطلق على جزء بارز يظهر في الجزء الأمامي للرقبة، نتيجة لبروز الغضروف الدرقي المحيط بالحنجرة، ويعتبر أكبر وأبرز غضروف فيها إلى جانب العشرة غضاريف الأخرى التي تحركها خمس عضلات مكونة معاً هيكل البلعوم في شكل أنبوب.
يقع غضروف تفاحة آدم أسفل البلعوم وحتى القصبة الهوائية، ابتداءً من الفقرة الثالثة وحتى الخامسة على مستوى الفقرات العنقية في الجزء العلوي من الرغامى ويساعد في عمليات التنفس والمضغ وإصدار الأصوات.
يعتقد أغلب النّاس أن الرجال فقط هم من يمتلكون تفاحة آدم، إلا أنها في الواقع موجودة لدى النساء أيضًا ولكن تكون غير ظاهرة لديهن غالباً، أما سبب بروزها لدى الذكور فيرجع إلى اختلاف الزاوية بين صفيحتي الغضروف الدرقي.

## التكوين
يشكل هيكل تفاحة آدم عثرة تحت الجلد. وعادة ما تكون أكبر في الذكور البالغين، وواضحة للعيان. في الإناث، تكون العثرة أقل وضوحًا بكثير، ويصعب رؤيتها على الحافة العلوية لغضروف الغدة الدرقية.
تشكل نقطة التقاء جزئي الغضروف زاوية (حوالي 90 درجة) في الرجال، بينما في النساء تشكل قوس مفتوح (حوالي 120 درجة).

### الفرق بين الجنسين
على الرغم من وجود تفاحة آدم في كلا الجنسين إلا أنها تعتبر سمة مميزة للذكور البالغين، إذ يميل حجمها إلى الزيادة خلال سن البلوغ.
يعتبر تطورها سمة جنسية ثانوية في الذكور تظهر نتيجة النشاط الهرموني. يختلف مستوى تطورها بين الأفراد، ويمكن أن يحدث ذلك فجأة وبسرعة.

## الوظيفة
تساعد تفاحة آدم، مع الغضروف الدرقي الذي يشكلها، على حماية الجدران والجزء الأمامي من الحنجرة، بما في ذلك الحبال الصوتية (التي تقع وراءها مباشرة). وترتبط أيضًا بتعميق الصوت في الذكور.

## المجتمع والثقافة
تُسمَّى الجراحة التجميلية لتقليص حجم تفاحة آدم رأب الحنجرة والغضروف (تقليل غضاريف الغدة الدرقية). وتكون الجراحة فعالة، والمضاعفات قليلة وعابرة.

## التسمية
هناك نوعان من النظريات الرئيسية لأصل مصطلح «تفاحة آدم». يشير «قاموس بريور للعبارة والخرافة» ونسخة 1913 من قاموس وبستر إلى الاعتقاد القديم بأن قطعة من الفاكهة المحرمة كانت جزءًا لا يتجزأ من خلق آدم (أول إنسان، وِفقًا للديانات الابراهيمية). ومع ذلك، لا الكتاب المقدس ولا غيرها من الكتب اليهودية أو المسيحية أو الإسلامية تذكر هذه القصة. ولا تحدد القصة التوراتية حتى نوع الفاكهة التي أكلها آدم.
ادَّعى اللغوي ألكسندر جود أن العبارة اللاتينية للتسمية بروز الحنجرة ربما تُرجمت بشكل غير صحيح منذ البداية. كانت العبارة باللغة اللاتينية «تفاحة آدم»، وبالعبرية «تفاحة الإنسان». يكمن الارتباك في حقيقة أنه في اللغة العبرية الاسم الصحيح «آدم» (אדם) تعني حرفيًا «رجل»، في حين أن كلمة «تفاحة» العبرية تعني «تورم»، وبالتالي عند الجمع: تورم الرجل. يؤكد أنصار هذا المعنى أن العبارات اللاحقة في اللاتينية وغيرها من اللغات الرومانسية تمثل ترجمة مغلوطة من البداية.
قُدِّم المصطلح الطبي «بروز الحنجرة» من قِبل بازل نومينا أناتوميكا في عام 1895.

## صور إضافية

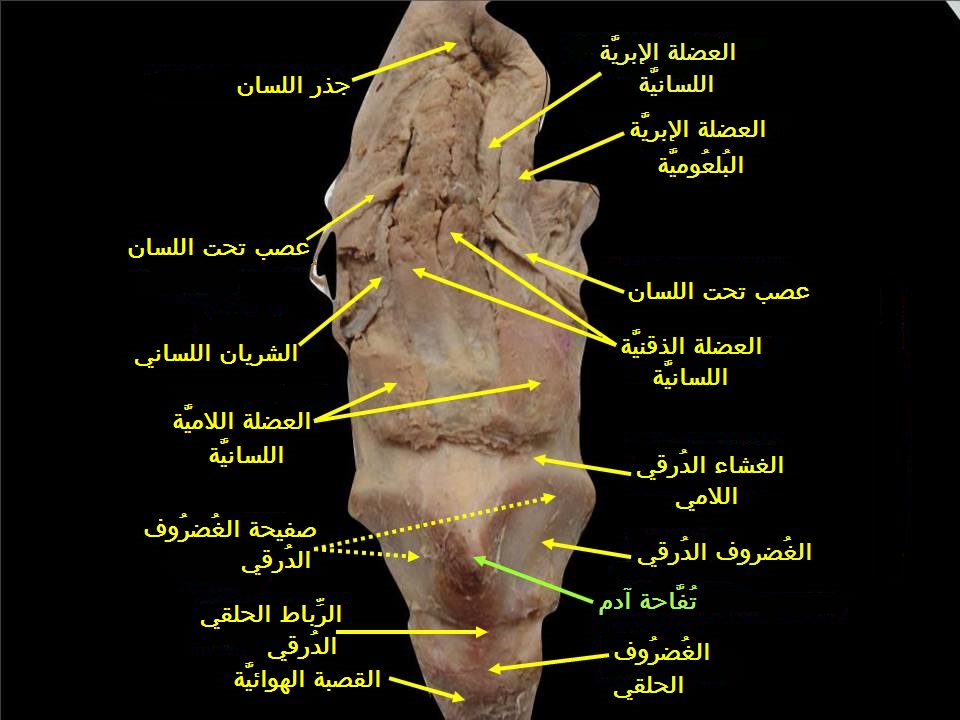
تفاحة آدم
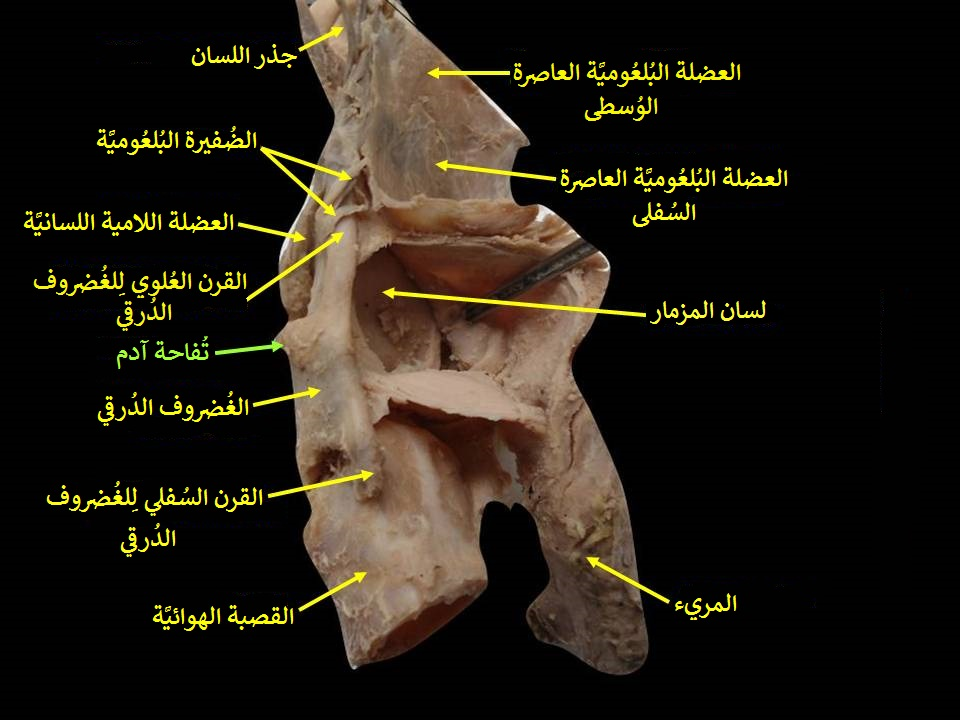
تفاحة آدم
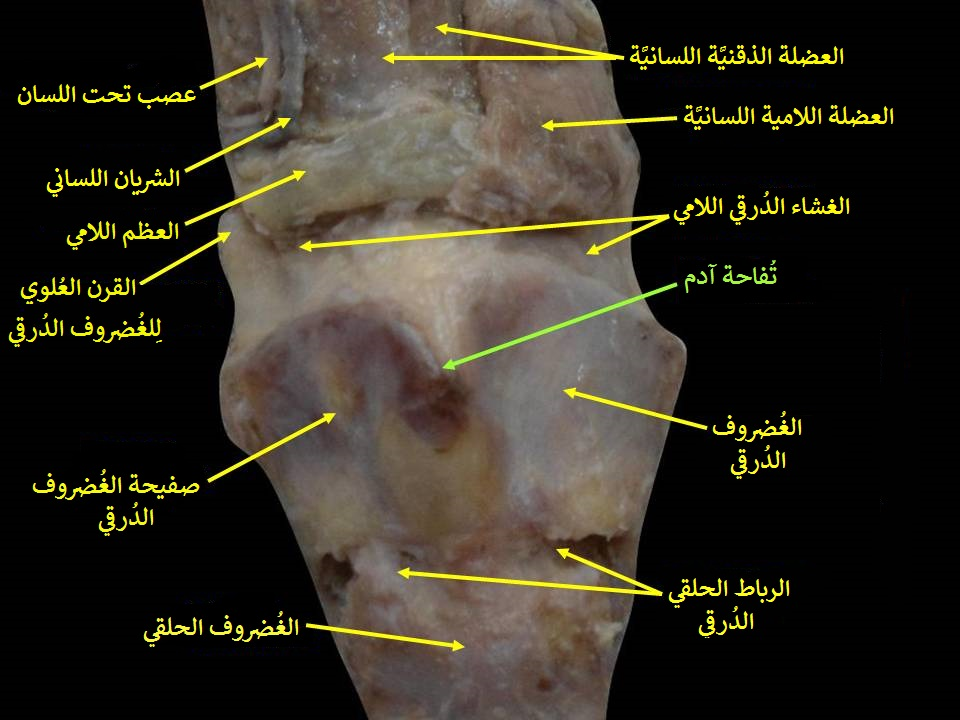
تفاحة آدم

## وصلات خارجية
- درسٌ تشريحي حول lesson11 مُعدٌ بواسطة ويسلي نورمان (جامعة جورجتاون).